# 十津川の大踊
十津川の大踊（とつかわのおおおどり）とは、奈良県吉野郡十津川村に伝承されている民俗芸能の踊りである。
国の重要無形民俗文化財に指定され、ユネスコの無形文化遺産「風流踊」を構成する文化遺産の一つである。

## 概要
十津川村の盆踊りでは「大踊り」と呼ばれる踊りが村内各所で広く踊られていたが、なかでも小原、武蔵、及び西川地区（永井、重里など）の3地区には中世以来の歴史を持つ古典的な踊りが伝承されており「十津川の大踊」として国の重要無形民俗文化財に指定されている。各地区の保存会が継承に努めており、毎年8月13日から8月15日まで地区ごとに日をずらして、房を付けたバチや太鼓、扇、切子灯籠など目にも鮮やかな踊りが踊られている。
僧侶の指導で始まったとされる大踊りは室町時代から流行した風流踊の典型例の一つとして芸能史上貴重なものである。この地域が秘境の山里であったことが、民俗学的価値の高い、民衆の祭事舞踊の原型ともいえる踊りを保存継承してきた。ゆったりとした独特のテンポ、優雅で古風な振り付けや歌詞など、現代の盆踊りとはまた違う趣がある。
これらの踊りは昔は寺の堂内で踊られていた。十津川村では明治の廃仏毀釈で全ての寺院が廃されたが、その名残はこのような伝統芸能に残っている。今では最後に大踊りで締めくくり行事も深夜には終わるが、かつてはそのまま夜が明けるまで踊り続けていたという。

## 文化財指定
1974年（昭和49年）12月4日 記録作成等の措置を講ずべき無形の民俗文化財として選択。
選択名称 「十津川の大踊」。
保護団体名は、小原踊保存会、武蔵踊保存会、西川大踊保存会。
1978年（昭和53年）3月28日 奈良県指定無形民俗文化財。
指定名称 「十津川の大踊り」。
保持団体は十津川村武蔵・小原・西川大踊保存会。
1989年（平成元年）3月20日 日本国の重要無形民俗文化財に指定。
指定名称 「十津川の大踊」。
保護団体名は、十津川村小原武蔵西川大踊保存会、小原踊保存会、武蔵踊保存会、西川踊保存会。
2022年（令和4年）11月30日 ユネスコの「人類の無形文化遺産の代表的な一覧表」に「風流踊」の一つとして記載される。

## 小原の大踊り
| 小原の盆踊り・大踊り | 小原の盆踊り・大踊り                                               |
| -------------------- | ------------------------------------------------------------------ |
| 開催日               | 8月13日                                                            |
| 場 所                | 吉野郡十津川村大字小原 十津川第一小学校校庭 （雨天時は同校体育館） |

十津川村の中央部、村役場のある小原の盆踊りは、小原踊り保存会により8月13日の夜に十津川第一小学校の校庭で行われている。校庭に櫓を組み、中央に青竹を立て、ハッポウ（八方提灯）を吊り下げる。校庭で踊るようになる以前は踊り堂とよばれた寺（泉蔵院）の堂内で踊られていた。踊り堂の周囲には杉板で桟敷が設けられたという。
小原の踊りは「大踊り」「口説き」「馬鹿踊り」に大きく分けられる。大踊りは男踊りともよばれ男性中心の踊りであった。広義の大踊りに含む、世の中踊り・お花踊り・お宝踊りなどを本踊りとよぶが、これらの踊りは次第に歌われなくなり失われ、現在は狭義の大踊りのみが伝承されている。口説きは女性中心の踊りで、お杉口説き・つばくら口説き・中山口説き・お熊口説き・おいそ口説きなどがある。それら以外の踊りは馬鹿踊りといい、木曽節・串本節など民謡を元にした踊りなどがある。
大踊りは前列には男性が太鼓打ちと太鼓持ちに分かれ、その後ろに女性が扇を手に並ぶ。後列には切子灯籠を持つ者が加わる。最初はゆったりと踊られるが後半のセメに入ると、太鼓打ちは白・赤・緑の長い房の付いたバチを振り回しはねるように太鼓持ちの太鼓を打ち、女性はその周囲を取り巻いて扇を頭上に左右に振り、バチと同じ色鮮やかな長い房を付けた切子灯籠は櫓の周りを時計回りに走り回る。次第にテンポが速くなり踊りが高まっていく構成になっている。
この大踊りには農作業や山仕事また女装などの扮装をし、笠や帽子、手拭いで顔を隠して踊りに加わる道化者もいる。集落の人たちがあれは誰かと詮索するのだが、このように仮装で踊りに加わることを「化けて出る」と呼んでいる。昔は道化の人数も多くさまざまな仮装があったという。

## 武蔵の大踊り
| 武蔵の盆踊り・大踊り | 武蔵の盆踊り・大踊り                                           |
| -------------------- | -------------------------------------------------------------- |
| 開催日               | 8月14日                                                        |
| 場 所                | 吉野郡十津川村大字武蔵 旧武蔵小学校校庭 （雨天時は横のお堂内） |

小原の対岸にある武蔵の盆踊りは、8月14日の夜に現在は廃校となっている旧武蔵小学校（もと長盛山光明寺）の校庭に櫓を組んで行われる。こちらも元は寺の堂内で踊られていたが、参加者の増加に伴い1950年代頃から屋外で行うようになった。この堂は今も校庭の隅に残っており雨天のときに使われている。盆踊りは青年会が主催し、婦人会と武蔵踊保存会の協力で行われており、大踊りは武蔵踊保存会が中心となって踊る。武蔵踊保存会は村内ではいち早く1965年（昭和40年）1月に結成された。
踊りはお松口説き・お杉口説き・花づくし・笠くずし・笠踊り・おかげ踊りなど30余曲あるが、それらを踊ったあと大踊りが踊られる。現在伝承されている大踊りは1曲のみであるが、かつて踊られていた、十三四五・鎌倉踊り・御城踊りは本踊りといい、広義の大踊りに含む考え方もある。十三四五は胸に太鼓を吊り下げる形式のもので、近隣の同曲の中でも武蔵のそれは一番賑やかであったという。
大踊りは馬鹿踊りとは異なり男女に分かれて踊る。まず櫓の近くに太鼓と撥を持った男性が並び、その外側に扇を持った女性、その外側に灯籠のついた笹竹を持つ子どもたちが並ぶ。最初のモト歌は動きの少ない静かな踊りである。音頭取りが「ナムアミダブツ」を唱えると踊り手一同は櫓を囲んで輪になり、太鼓の男性たちが太鼓持ちと太鼓打ち二人一組となって輪の内側に入る。続くセメと呼ばれる部分になるとテンポが上がり、歌い方や踊り方が変わり動きが激しくなる。「弱い奴はまくり出せ」の掛け声の中で踊りの場は高揚し、踊りの輪の内側では太鼓打ちははねるようにして太鼓を打ち、女性たちは腰を屈め（小原、西川に比べ武蔵が最も前傾姿勢）扇を大きく翻し踊り、灯籠持ちは踊りの場を駆け巡り雰囲気を盛り上げる。昔は最後には灯籠を焼いたという。つまり盆の灯籠送りの作法を行っていた。また仮装した道化者が出る年もある。
馬鹿踊りの3時間に対し、大踊りの30分は曲、踊りともに変化に富み、始まるとまたたく間に終わるように思われる。かつての大踊りは1時間を超えるものであったが1970年（昭和45年）の大阪万博公演の際に時間制限が設けられ短縮し、以来地元で踊る場合も短くなったという。この万博時に猛特訓を行ったことで踊りも洗練され、以前は男性のみで歌っていたものが男女の掛け合いで歌う形になるなど万博公演は大踊りに変化を与えた。
少子高齢化による伝承の憂慮もあり、武蔵では村外の後継者育成にも力を入れている。北海道新十津川町への伝承普及活動も1979年（昭和54年）に始まった。翌1980年（昭和55年）には新十津川おどり保存会が組織され、1983年（昭和58年）に大踊りを伝承した。新十津川町の小学生が母村訪問研修で十津川村を訪れる際には武蔵に宿泊し盆踊りを伝授するなど交流を続けている。また奈良県下の小学生が武蔵に宿泊する機会には盆踊りの練習に参加してもらうなど、外部への伝承活動も積極的に行っている。さらには、30年以上武蔵の盆踊りに通い続けているという音楽学者中川真（大阪市立大学）が率いる一団が、2013年現在も毎年8月にやって来て準備、練習、盆踊りに参加しており、武蔵の盆踊りに欠かせない伝承者の一員となっている。

## 西川の大踊り
| 西川の盆踊り・大踊り | 西川の盆踊り・大踊り                                               |
| -------------------- | ------------------------------------------------------------------ |
| 開催日               | 8月15日                                                            |
| 場 所                | 吉野郡十津川村大字重里 旧西川第一小学校校庭 （雨天時は同校体育館） |

十津川村の南西部、十津川支流の西川筋の集落群を総称して西川地区という。西川の盆踊りは、8月15日に西川地区全体の催しとして重里の旧西川第一小学校の校庭で踊られている。以前は集落ごとに踊られていたが大正の頃より同川筋の永井の集落に集まり踊られるようになり、1967年（昭和42年）に永井、重里を中心に玉垣内、西中、小山手の人たちも加わり西川大踊保存会が結成され、以来毎年西川中学校（中学校は統合され、その場所が西川第一小学校になっていた）の校庭で踊られるようになった。永井では元は川原で、さらに1889年（明治22年）の十津川大水害で流される以前は道場と呼ぶ集会所で踊っていた。集落によっては民家の畳をあげて踊ることもあったという。
西川の踊りの特色は櫓を設けないこと、と多くの文献にあるように元々櫓はなかったが、2004年（平成16年）より櫓を設置している。ただし、並列の隊列で踊る演目が多く、また隊列を維持したまま移動する形式の演目もあるため、櫓は中央ではなく校舎に近い校庭の隅に設置して提灯を張り巡らせている。音頭取りは櫓上で歌うが、昔は歌える人が踊りながら音頭をとっていたという。
西川では馬鹿踊りを踊った後、大踊りの前に餅つき踊りも踊られる。餅臼を囲み伊勢音頭や餅つき唄を囃しに餅つきのしぐさを交えて踊られる。餅つき踊りの後には餅まきも行われいよいよ大踊りである。西川にはヨリコ・イリハ・カケイリの3曲の大踊りが伝わり踊られている。
ヨリコ（寄子）は踊りの場に人を寄せるための踊りといい、男性は白い短い房の付いたバチを持つ太鼓打ちと太鼓持ちに分かれ、後方に両手に扇を持つ女性が踊る。男女が3、4列に並び全体が移動するダイナミックな動きを見せる踊りである。歌詞はいくつかあるがその都度一つのものを歌い、歌い方、踊り方が三段階に変わる。昔は雨乞いにも踊られたといい「雨はしゅげしゅげ」の歌詞は雨乞いのときのもので、その他の歌詞はそのときの音頭とりがその場で適当に選んで歌う。ヨリコは小山手で盛んに踊られていたので小山手踊りともいわれた。
イリハは、女性は両手に扇を持ち、男性は胸に太鼓を吊り下げ、紅白の長い房の付いたバチを美しく振り太鼓を打ちつつ踊る優雅な踊りである。加賀越前から舟が来て黄金や宝を積んでくるという内容で始まり、江戸へ行く道中の道順などを織り交ぜて唄う。昔は村の他の地区でもイリハが踊られていたが今では西川のものだけが残っている。
カケイリは大踊りの最後に踊られるもので、ヨリコと同じ形態の踊りであるが切子灯籠を吊り下げた灯籠持ちが加わる。カケイリではセメのあと最後に横列の隊形を解いて円形となる。輪の中心で音頭とりが即興の歌を歌い、ゆったりと踊って最後を締めくくる。これを「ダイモチを引く」という。
西川の大踊りには他に忍び踊り・鎌倉踊り・お花踊りもある。もとはヨリコ形式の踊りのみを大踊りといい、これらの踊りはイリハとともに小踊りと呼ばれ、また継承に熱心であった永井を中心によく踊られたので永井踊りともいった。今では殆ど踊られなくなったが胸に太鼓を吊り下げた男性を中心に踊るもののようで、太鼓踊り系統の曲が盆踊りに取り入れられたものであろうと考えられ、これら小踊りは十津川の大踊りにおいては他の大踊りとは別の芸態である。西川の大踊りで現行で「イリハ」と呼んでいる踊りは実際には2曲の踊りが入っている。最初に独立した「いりは」を踊り、続けて別曲の「おえど」踊りを加えて踊っている。「いりは（入波）」は篠原踊（五條市大塔町）のほか、国栖（くず・吉野町）や東川（うのがわ・川上村）の太鼓踊りでも最初の場入りに用いられる曲である。現行の西川の「イリハ」も、いりはから他の踊りに続く様式であることから本来は小踊りの最初の踊りであったと考えられる。
西川で小踊りといわれたイリハ系の踊りは、以前は十津川村の各地でも本踊りといわれて踊られていた。1954年（昭和29年）に出版された『十津川郷』（西田正俊著）には三村区内（小原、武蔵などの地区）の「本踊りの歌」として「いりは」など7つの歌があげられているが、積極的な伝承がなかったために消滅し、小原、武蔵などに今の大踊りだけがようやく残った。本踊りが西川地区だけに完全に残るのは、明治の廃仏後も松井正則、松井混吉、玉置朝孝らが踊りの継承に努め、その情熱が松井義太郎や玉置道雄、東勇らに受け継がれ、他地区に先駆けて保存会を結成したことによるもので、西川大踊保存会の存在意義は大きい。

## 歴史・考察
口碑によれば盆踊りは平安時代末期頃に空也の念仏踊り（踊念仏）として始められ、鎌倉時代に一遍がこれを広めたという。玉置山玉置神社は古来より熊野三山の奥の院と称され修験道の聖地として存在し、また十津川は熊野三山、高野山、吉野山をつなぐ立地にあり、巡礼者や僧侶らによってこれらの踊りが伝えられたと考えられる。江戸時代に入ると玉置山は本山派山伏の拠点地のひとつとなり、また武蔵には曹洞宗宇治興聖寺末寺の光明寺が開山するなど京都との関係が深まり、仏教と念仏踊り、風流踊りが盛んに行われた。明治維新後の廃仏毀釈で寺院は破棄されたが僧侶の多くは還俗して村に留まり、盆踊りの伝承は人々の間に残り踊り継がれてきた。
武蔵の大踊りの歌詞で注目されるのは「なにとてちごにしやぐまを着せにや」という部分である。稚児に赤熊（しゃぐま）を着せるというのは風流踊の重要な要素で、かつては子供たちが頭に赤熊をかぶって踊りの輪の中で跳躍乱舞していたことを物語る。また「なむあみだぶつ、さあおどらいで」と歌うのは念仏踊りの系譜をひくと思われ、大踊りは田楽に念仏踊りが習合し風流化した踊りであるといえる。
十津川において広義に「大踊り」に分類される踊りには狭義の大踊りと小踊り（本踊り）がある。コオドリ（鼓踊り・こおどり・神踊りなどと表記）と称する風流太鼓踊り芸能の伝承は近畿一円に見られる。西川に伝承されるイリハ（お江戸踊り）、しのび踊り、鎌倉踊り、ごもん踊り、おはな踊りなど小踊り（本踊り）に属する演目は、近畿一円のコオドリと共通する部分も多い。
一方オオオドリと称する芸能は十津川以外ではあまり類例がない。小原・武蔵の大踊りや西川のヨリコは、歌詞や旋律もコオドリとは趣が異なる。馬淵卯三郎は大踊りを「豊国祭礼図屏風に描かれているような踊り」とたとえている。豊国祭礼図屏風は慶長9年（1604年）8月に催された豊臣秀吉七回忌の様子を描いた屏風で、扇を持ち前傾姿勢で踊る女性の輪や、様々な採物（トリモノ）を持つ人々や道化がいる様は、小原・武蔵・西川の大踊りと共通する要素がある。
十津川の盆踊りには明治、大正、昭和初期に流行した民謡等も取り入れられている。長きにわたって多くの踊りが次々と十津川に伝来し、変化を伴いながら地層をなすように定着してきた。その時代その時代の歌を取り込んではストックする行為を繰り返し、新しい音頭が取り入れられるたびに古い歌が淘汰されながらも、層となってそれぞれの時代の旋律・歌詞を幾重にも蓄積している。その中でも大踊りは最も古型を留めていると考えられている。

## 他地区の盆踊り
国の重要無形民俗文化財に指定される3地区大踊りの他にも、十津川村各所には華やかで熱気を帯びた古い盆踊りが伝承されている。この節では村内各地の盆踊りに触れる。

### 谷瀬の盆踊り
十津川村北部の谷瀬は南流する十津川の右岸に位置し谷瀬の吊り橋で対岸の上野地と結ばれている。谷瀬の盆踊りは毎年8月13日に谷瀬公会堂（公民館）の屋内で踊られる。谷瀬を含む中野村区では昭和30年頃までは谷瀬のほか高津、旭、宇宮原などでも盆踊りがあり8月13日、14日は各地区で踊り15日はオオボンといって上野地に中野村区の人たちが集まって踊っていたが、2012年（平成24年）現在では盆踊りを催しているのは谷瀬だけである。谷瀬の盆踊りには扇踊と手踊（みんな踊り）の2系統の踊りが伝えられている。手踊は男女へだてなく誰もが踊れるやさしい踊りである。扇踊は五條市大塔町篠原に伝承される無形民俗文化財「篠原踊」の系譜を引くもので、明治初期に篠原から太鼓持参で嫁入りした女性（藤井さと）が篠原踊をアレンジして谷瀬で広めたものだという。扇踊は格調高い踊りとされており、女性は浴衣ではなく着物を着て太鼓帯を締め、踊り扇を持って踊る。谷瀬にも明治40年頃までは大踊りがあったとする記録があるが、大踊りがあったことすら知る人はいない。

### 湯之原の盆踊り
小原・武蔵の北に位置する湯之原の盆踊りは8月15日に湯之原公会堂の堂内で踊られる。湯之原の踊りは約20年間中断していたが2004年（平成16年）に復活し以降は毎年踊られている。決まりごとが少なく自由で楽しいと他の地区の人にも好評である。中断前にバカ踊りの音頭を取っていた羽根幹夫による音源が2005年（平成17年）頃に採録され後継者に伝承されている。中断前には大踊り系の踊りも踊られていたが、経験者もすでに振りを忘れており、バカ踊りを伝承している現状の維持が精一杯である。大踊りの音声・映像の記録では、大阪大学により1983年（昭和58年）に採録された音声と映像、奈良県教育委員会により1986年（昭和61年）に採録された音頭取り山口政清単独の音声がある。

### 折立の盆踊り
折立の盆踊りは1980年（昭和55年）頃から途絶えていたが2002年（平成14年）に再興された。かつては8月15日に行われていたが、その後は毎年8月13日に旧平谷小学校（元は折立中学校）の校庭や体育館で行われている。2003年（平成15年）に発行された『折立盆踊り歌』には26曲の歌詞が掲載されているが、2002年（平成14年）8月8日の奈良新聞の記事には「折立独自の踊りはおよそ30曲あった」とされ最初に踊られる「丸こなれ」や「せんよう椿」「盆にゃしょらしょら」などが折立独自の踊りであると記されている。『折立盆踊り歌』の歌詞以外にも締太鼓が即興の歌詞で入ってくることがあるが、若い世代は元の歌そのものを知らない場合もあり即興の歌詞を作るのが難しくなっている。また折立独自の「笹踊り」は人数の減少で途絶えたという。

### 出谷の盆踊り
十津川支流の上湯川流域に出谷という字がある。十津川温泉郷のひとつ上湯温泉の地である。出谷の盆踊りは天一神社境内の公民館や旧西川第二小学校の校庭などで踊られてきた。踊られる曲は50曲ほどもあったといい伝承される曲数は出谷が一番多い。「丸こなれ」で踊り始め「伊勢音頭」でひとまず締めくくられるが、踊りはその後も続けられる。踊りの形式には輪踊りもあるが、十津川村南西部の踊りの特色を最も示すのは男女が向かい合わせになって踊るものである。1978年（昭和53年）には出谷踊保存会が結成され地区の踊りの保存に取り組んでいる。このうち「川掘り節」「筏節」（十津川村指定無形民俗文化財）はかつて材木の搬出に行われた筏流しの作業歌を踊りに取り入れたものである。出谷では8月15日に盆踊りが開催されているが、1960年代頃までは盆踊りは娯楽でありお盆前後も毎夜集まり民家などでも盛んに踊られた。7月の初めから40日近くも踊っていたという。

### 平谷の盆踊り
十津川村南部の平谷は十津川温泉が観光客を集める村内最大の字である。平谷の盆踊りは平谷餅つき踊り保存会により毎年8月14日に行われている。1962年（昭和37年）に二津野ダムが完成する以前は川原で、その後は十津川第二小学校（元は平谷小学校）の校庭などで踊られてきた。かつては平谷を含む四村地区ではそれぞれの字に盆踊りがあり互いに行き来して踊られてきたため、それらの踊りが地区の中心である平谷に集まった。第二次世界大戦後は周辺の地域が集まって平谷で踊るようになり、1975年（昭和50年）に四村地区全域から会員を募り保存会が結成された。「餅搗き踊り」（十津川村指定無形民俗文化財）は、盆の他にも11月第2日曜日の福山神社例祭や他地区と交代で参加する玉置神社の例祭などでも踊られる。

## その他

### ふれあい物語
十津川村には全村で100曲以上に及ぶ盆踊りがあったといわる。山あいに点在する各地区ごとにそれぞれが踊りを伝えてきたからだ。そこで、3地区の大踊りや他にも出谷や平谷など古い踊りが残る地区の踊りも加え一堂に楽しみまた伝統を次代に継承していこうと、村内各地区の盆踊りが終わったあと平谷の「昴の郷」で十津川村盆踊り大会が開催されるようになった。1999年（平成11年）からは「昴の郷ふれあい物語・十津川村夏祭り」と銘打ち、村をあげての一大イベントとなっている。

### 新十津川町での伝承
明治時代に十津川大水害被災者の集団移住により開拓された北海道樺戸郡新十津川町では、1980年（昭和55年）に母村である十津川村の踊り及び他府県の移住者から伝えられた踊りの伝承と普及を目的として「新十津川おどり保存会」が設立された。保存会では十津川村に古くから伝わる武蔵踊保存会の大踊りを伝承し、新十津川神社例大祭での奉納をはじめ諸行事に参加して披露している。